# جمل طارقي
الجمل الطارقي أو الجمل الترقي (بالفرنسية: Dromadaire Targui)‏ هي سلالة من الجمال العربية الأصيلة من الجزائر، يستخدم بشكل رئيسي حيوانًا للركوب والحمولة.

## أصل التسمية
الجمل الترقي هو سلالة الطوارق في الشمال، وهم الشعب الذي أطلق عليه اسمه؛ حيث أن "ترقي" هو الاسم العربي للطوارق. يمكن العثور عليه في جنوب الصحراء الجزائرية، في جبل الهقار (ولاية تمنراست).

## وصف
الجمل الترقي حيوان ذو لون فاتح، رمادي، بفراء ناعم وقصير. قد يكون بعضها منقط. يبلغ طوله في المتوسط 188 سم، ولكن الذكور يمكن أن يصل طولها إلى 195 سم. رغم حجمه الكبير، فإنه خفيف الوزن، حيث يتراوح وزنه في المتوسط حوالي 466 كجم، ولكن يمكن للذكور أن تصل أوزانها إلى 526 كيلوغرام عند سن 7-8 سنوات. يتمتع الجمل التارڨي بأطراف طويلة، نحيفة وعضلية.

## تربية وإنتاج
يربى الجمل التارڨي في الأصل من قبل الطوارق كحيوان ركوب وحمل بنظام تربية وتنقل في الصحراء واليوم يُستخدم في التكاثر وفي سباقات الجمال المعروفة بإسم سباق الهجن.
تلد الناقة مولودًا واحدًا يزن 32 كيلوغرام عند الولادة ويمكن للناقة أن تنتج 1100 كيلوغرام من الحليب خلال فترة الرضاعة التي قد تستمر لمدة 345 يومًا، يستخدم هذا الحليب في صناعة الأجبان.
تستخدم السلالة أيضًا في إنتاج اللحم عند الطوارق رغم أن إنتاجها واستهلاكها ضئيل على مستوى البلاد، إلا أن لحم الجمل يحظى بتقدير كبير من قبل سكان الصحراء نظرا لوفرتها و إنخفاض سعرها مقارنة بلحم الأغنام والأبقار في هذه منطقة جافة جدًا و يعتبر مسلخ تمنراست أكبر مسلخ في جنوب الجزائر و 65.5٪ من اللحوم الحمراء التي تقدم في هذا المسلخ من أصل جملي.

## عدد
يصعب تحديد عدد تارقي بالضبط بسبب تربيتها الواسعة والمتنقلة جدًا، ولكن عدد الجمال (من جميع السلالات) في زيادة مستمرة منذ بداية القرن الحادي والعشرين، فمنذ عام 2000، تقدم وزارة الزراعة الجزائرية مكافأة لكل مولود جمل في إطار برنامج تنمية تربية الإبل الذي وضعته الدولة الجزائرية.